# Садовка (Башкортостан)
Садовка (баш. Садовка) — село в Стерлитамакском районе Республики Башкортостан Российской Федерации. Входит в состав Буриказгановского сельсовета.

## География

### Географическое положение
Расстояние до:
- районного центра (Стерлитамак): 26 км,
- центра сельсовета (Буриказганово): 7 км,
- ближайшей ж/д станции (Стерлитамак): 26 км.

## Население
| 2002 | 2009 | 2010 |
| ---- | ---- | ---- |
| 451  | ↗473 | ↘424 |

Национальный состав
Согласно переписи 2002 года, преобладающие национальности — мордва (72 %).

## Инфраструктура
Личное подсобное хозяйство с зоной сельскохозяйственного использования, индивидуальная застройка усадебного типа.
Основа экономики — сельское хозяйство.
Садовский ФАП.

## Транспорт
Остановка общественного транспорта «Садовка» при въезде в село. 